# Scaphocera marginepunctata
Scaphocera marginepunctata är en fjärilsart som beskrevs av Saalmüller 1878. Scaphocera marginepunctata ingår i släktet Scaphocera och familjen tofsspinnare. Inga underarter finns listade.